# Stazione di Voghera
La stazione di Voghera è una stazione ferroviaria posta alla confluenza delle linee Alessandria–Piacenza e Milano-Genova, nel territorio di Voghera. 
Vista la sua posizione strategica è un importante nodo di scambio ferroviario dell'Italia nord-occidentale.

## Storia
La stazione venne inaugurata il 25 gennaio 1858, a seguito dell'apertura della tratta Alessandria-Casteggio, parte della ferrovia Alessandria-Piacenza.
Il 15 novembre 1867, la stazione divenne una stazione di diramazione, a seguito dell'apertura della linea Milano-Pavia-Voghera.

### La strage del 31 maggio 1962

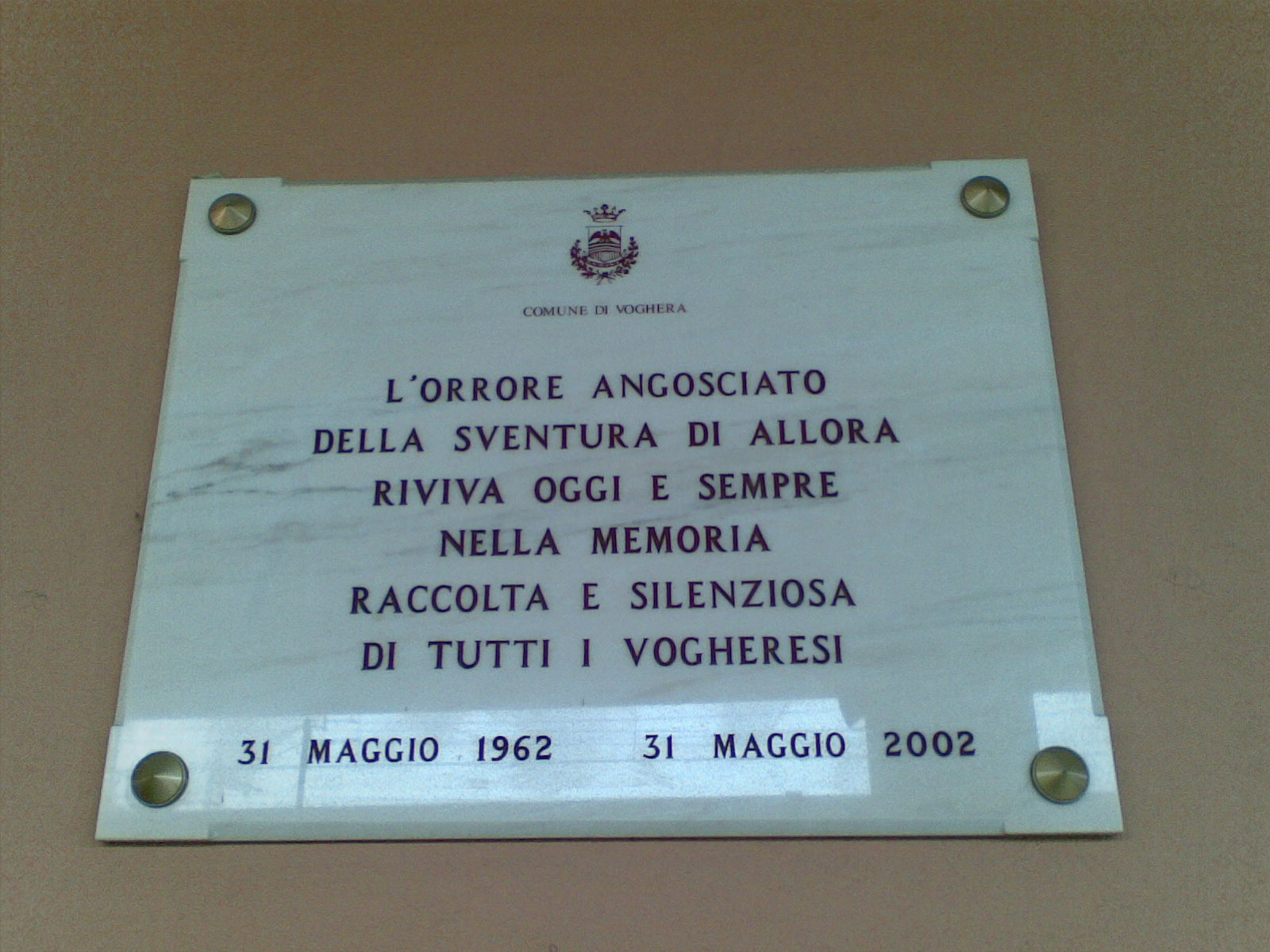
La targa in memoria dell'incidente avvenuto il 31 maggio 1962

Il 31 maggio 1962 la stazione di Voghera fu teatro di uno dei più gravi incidenti ferroviari avvenuti in Italia, causato da un treno merci che entrò nella stazione nonostante i segnali imponessero di fermarsi e si scontrò con un treno passeggeri fermo sul terzo binario. 
Nel disastro persero la vita 64 persone e 36 rimasero gravemente ferite.

## Strutture e impianti
Nell'edificio principale della stazione sono situate la biglietteria, la sala d'attesa, il bar gestito dalla Chef Express e gran parte degli uffici e dei locali tecnici. All'interno della biglietteria una grande lapide posta nel 1988 ricorda i ferrovieri vogheresi caduti per la libertà o in servizio.
Sul marciapiede verso il primo binario si trova l'edicola presso cui vi è la lapide posta nel 40º anniversario dell'incidente del 1962, che ricorda la tragedia.
In un fabbricato laterale, sul lato Genova, si trovano l'ufficio della Polizia ferroviaria e la toilette. Altri uffici sono situati in un altro fabbricato, in direzione Milano. 
Un ulteriore edificio ospitava un tempo l'Albergo Ferroviario per il personale di bordo esterno.
Il fabbricato viaggiatori venne ampliato e profondamente trasformato nel 1985.
Esistono altri binari non utilizzati dal servizio viaggiatori, ma solo da treni merci.
È infine presente un binario tronco in direzione est. Da questo binario partono saltuariamente i treni regionali per Piacenza.
Nel piazzale esterno della stazione effettuano fermata le linee urbane della città di Voghera.
Nelle immediate vicinanze della stazione ferroviaria è situata la stazione delle autolinee extraurbane, oltre che un autoporto multipiano. Entrambi sono raggiunti dal sottopassaggio più orientale, che quindi è più lungo rispetto agli altri due. Sempre in zona si trovava anche la stazione capolinea della ferrovia Voghera-Varzi, gestita dalla Società per le Ferrovie Adriatico Appennino (FAA) e chiusa nel 1966, che era collegata alla stazione principale ed alla rete statale mediante un raccordo.

## Movimento
La stazione è servita da treni regionali svolti da Trenord nell'ambito del contratto di servizio stipulato con la Regione Lombardia, da servizi regionali e a lunga percorrenza svolti da Trenitalia e, dal 2023, anche da una coppia di treni della società Italo - Nuovo Trasporto Viaggiatori.

## Servizi
La stazione dispone di:
- Bar
- Biglietteria a sportello
- Biglietteria automatica
- Posto di Polizia ferroviaria
- Sala d'attesa
- Servizi igienici